# Желтоголовый лорикет
Желтоголовый лорикет (лат. Trichoglossus euteles) — птица отряда попугаеобразных.

## Внешний вид
Длина тела 25 см.

## Распространение
Обитают в Индонезии и Восточном Тиморе на островах Тимор, Ветар и близлежащих мелких островах.

## Образ жизни
Населяют субтропические и влажные тропические леса.

## Размножение
Самка откладывает три яйца. Насиживание длится 23 дня.

## Галерея

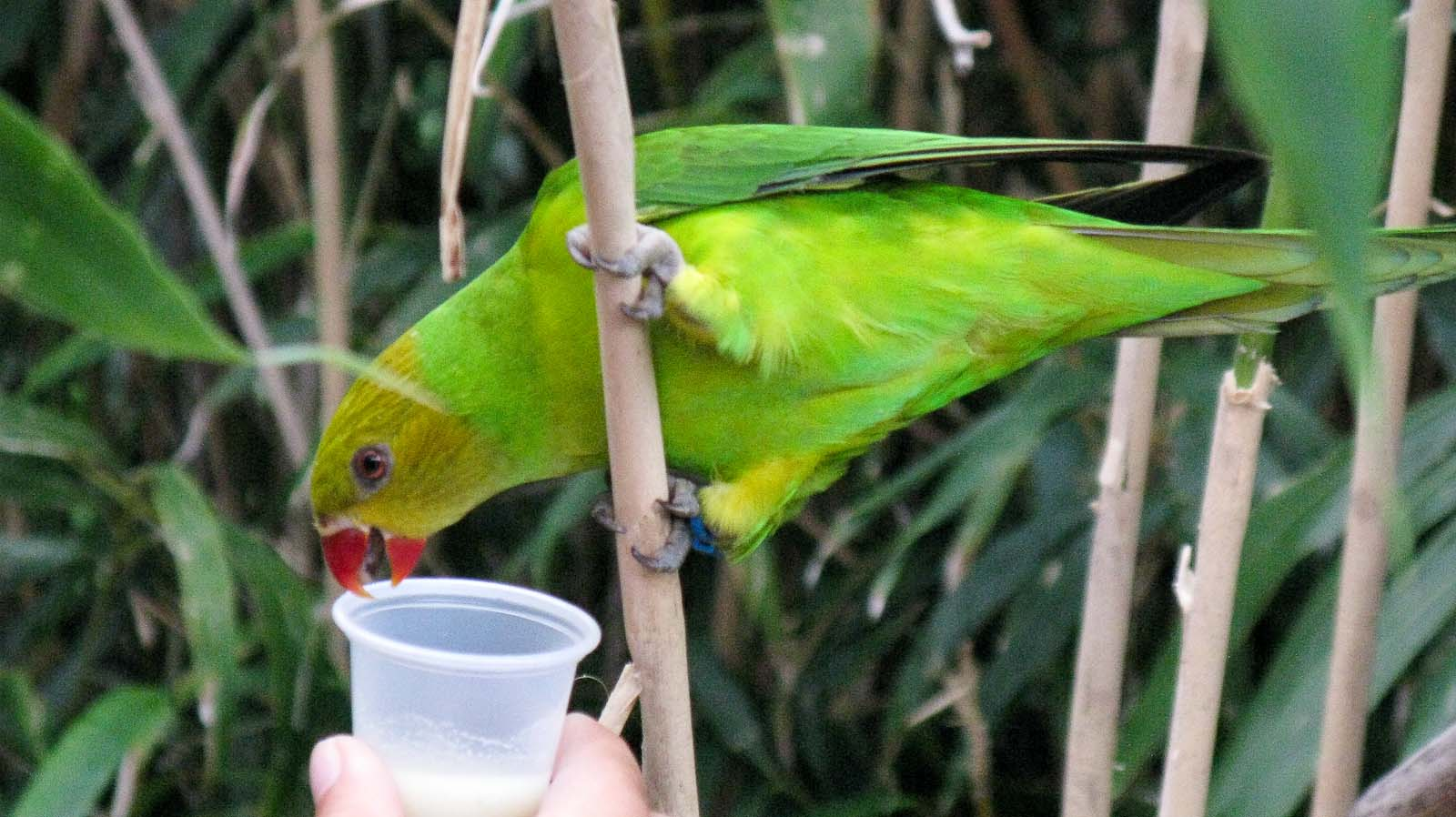
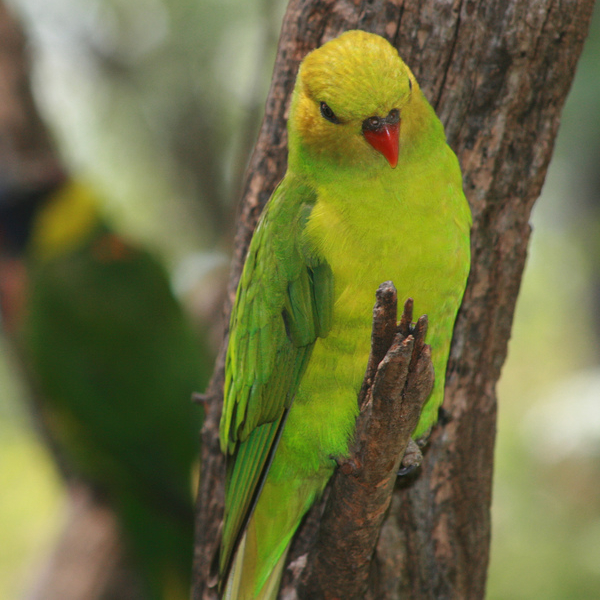
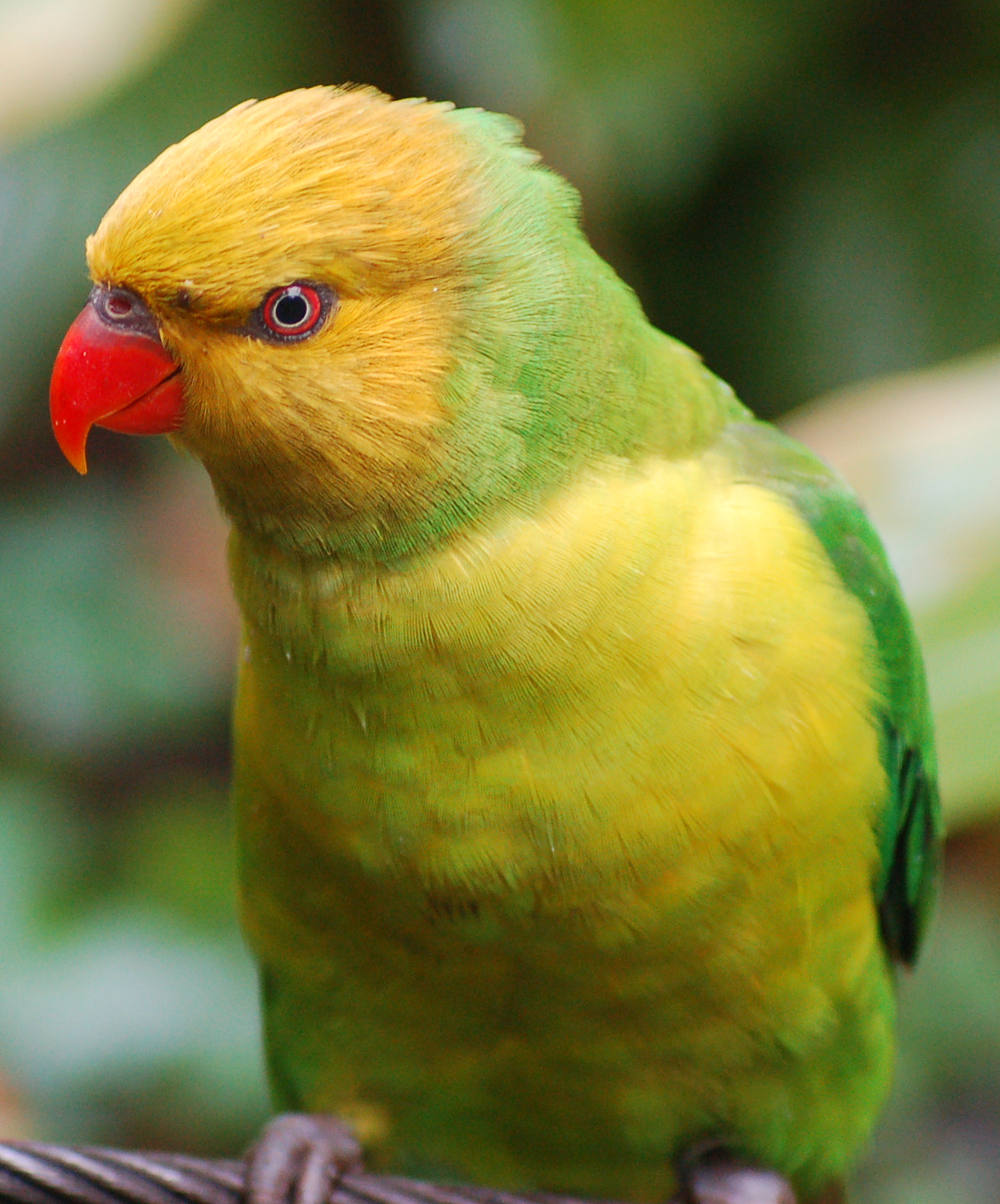
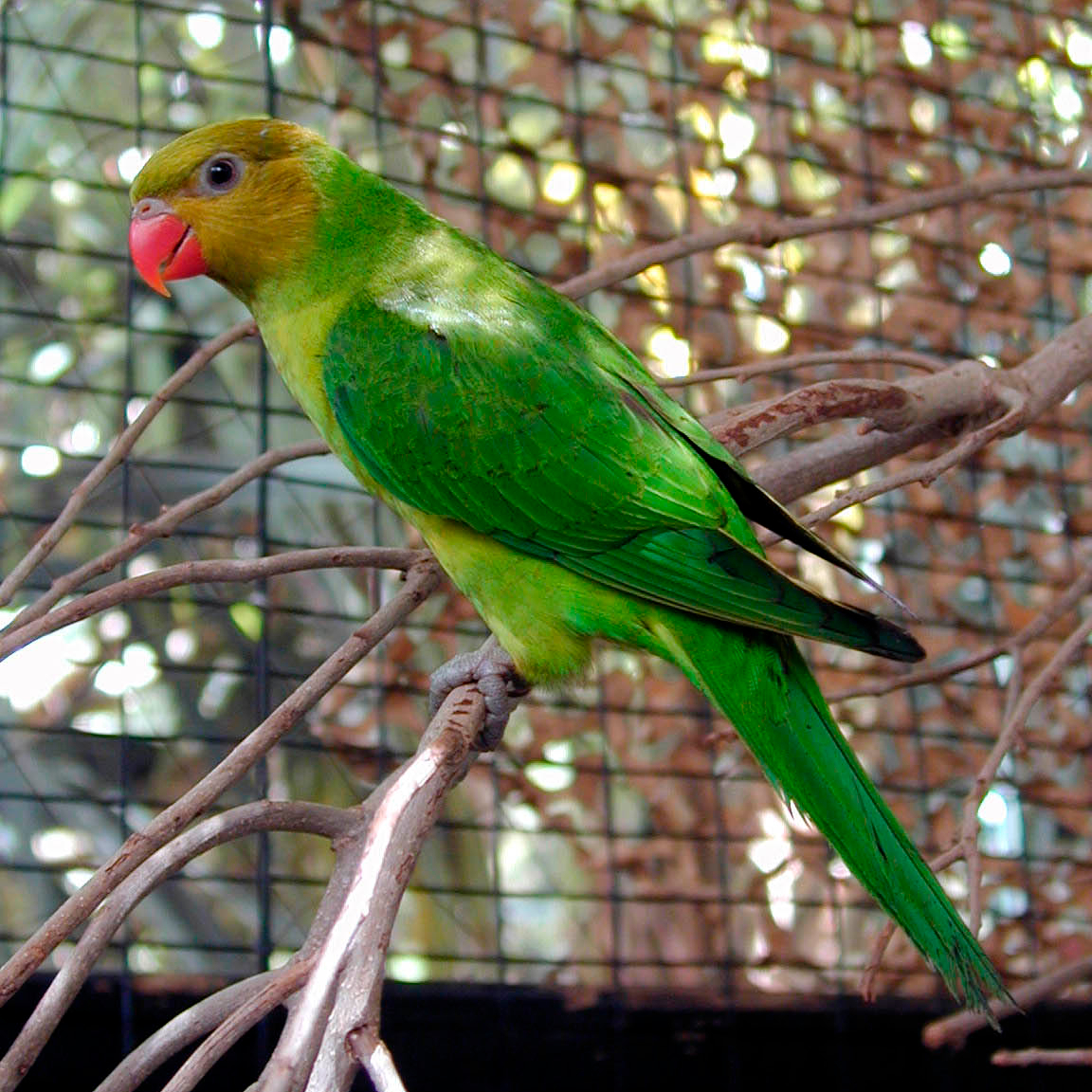